# Cờ quẻ Càn

Cờ quẻ Càn là một lá cờ lịch sử, mẫu thiết kế tiền thân của lá cờ Quốc gia Việt Nam và Việt Nam Cộng hòa. Lá cờ này được tạo ra vào năm 1948 dưới thời Quốc trưởng Bảo Đại. Một tài liệu xuất bản năm 1958 đã nhắc đến lá cờ này sử dụng vào năm 1949.